# Jean Le Fustec
Jean Le Fustec, ou encore Yann ab Gwilherm Lemenig, Iann ar Fustek, Yann ar Fustek, né le 10 mai 1855 à Rostrenen et mort le 22 mars 1910 à Paris, est un journaliste, militant politique et culturel breton. Il a été le premier Grand Druide du mouvement néodruidique breton.

## Biographie
Son père, Guillaume Le Fustec, était huissier de justice. Sa mère s’appelait Catherine Le Bars. 
Il devint répétiteur, puis, journaliste dans divers journaux à Paris, dont le Magasin pittoresque dont il était secrétaire de rédaction. En 1890, il entre à la préfecture de la Seine comme expéditionnaire, avant de devenir rédacteur. En 1892, dans des circonstances non documentées à ce jour, il revêt l'uniforme légionnaire au Soudan, selon son propre narratif relayé par l'URB, fidèle en cela à sa conscience bretonne, celle d'appartenir à une nation qui doit sa première structure politique aux légionnaires romains brittons qui créèrent l' Etat breton au 4e siècle. Son homologue contemporain, Gwenc'hlan Le Scouëzec, est connu pour avoir, lui aussi, servi la Légion Etrangère avec ce même esprit de corps.  
Il était membre de l'Union régionaliste bretonne à Paris. Il a créé en 1899 avec François Jaffrennou et Yves Berthou la Gorsedd de Bretagne, mouvement néodruidique et panceltique, et tenté de guider le mouvement régionaliste et identitaire breton. Il fut grand druide de la Gorsedd de Bretagne de 1901 à 1903. 
En septembre 1903, Jean Le Fustec, grand druide de la Gorsedd de Bretagne, « officia en robe blanche, pectoral et couronne de chêne, consacra une demi-douzaine de bardes et d'ovates, déchaîna un enthousiasme indescriptible » au pied du menhir de Men Marz en Brignogan.
En 1904, il se retire de la Gorsedd de Bretagne pour faire sa "retraite bardique", indiquant qu'il souhaite qu'Yves Berthou soit son successeur et reste en dehors du milieu régionaliste pendant 5 ans.
Jean Le Fustec meurt le 22 mars 1910 d'une crise d'asystolie. Il est inhumé au cimetière de Montmartre, 21e division, avenue Cordier, 2e ligne, derrière le monument du peintre Guillaumet.

## Citations
"La race a changé de religion et de politique. Elle ne peut pas changer de tradition; elle ne pourrait que la perdre, et nous assumons la charge de parer à ce malheur par le culte de la littérature, des usages, des costumes, de toutes les manifestations du génie de la race, le premier du monde, quoi qu'en disent certains bretons qui ne cherchent que des tares à la famille humaine à laquelle ils ont le trop grand honneur d'appartenir." Lettre à Yves Berthou, 21 septembre 1902.
"Le patriotisme de Race, pondéré, sûr de lui, libéral, n'a pas la chance d'être toujours compris dans son élévation et son intensité." Brouillons.
"Quelle est la honte qui détourne la nation de la culture de sa race? Celle de son origine ou celle de son état présent? Quoi qu'il en soit, le Français persiste à se montrer réfractaire à la voix du sang. Pendant que les Bretons maintiennent et renforcent le génie transcendant et la langue spontanée qu'ils tiennent de leurs pères et qui ont été la base de la civilisation européenne, il tourne délibérément le dos à sa race. Il n'éprouve même aucun scrupule à considérer comme tendances étrangères, séparatistes, hostiles, des aspirations qui n'ont d'autre but que de lui rendre la pleine possession de lui-même en lui restituant la conscience de race, son génie propre, son état-civil de peuple et avec lui l'intelligence immédiate de son histoire et de sa doctrine." Article dans le journal Soleil, 1903.